# Geuzen

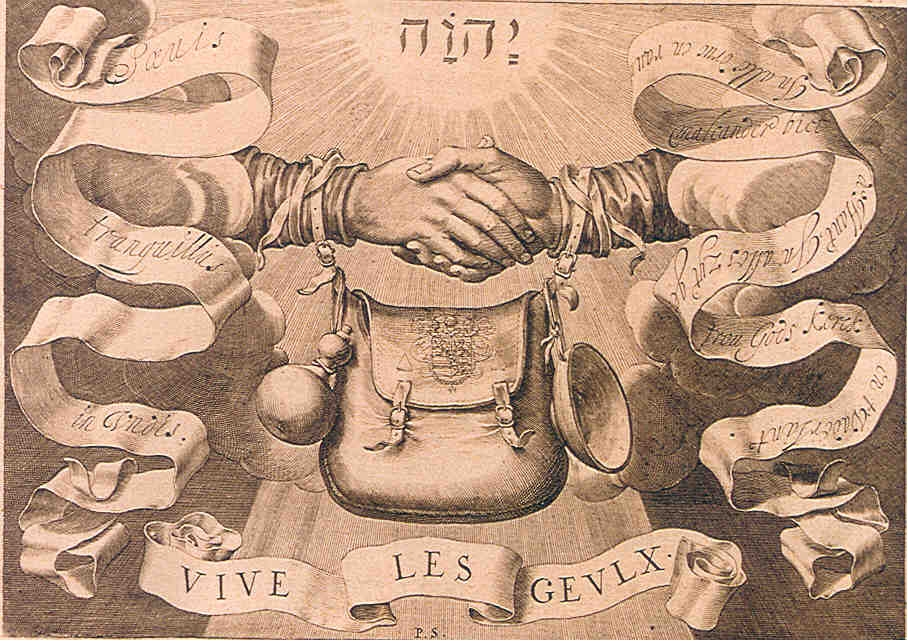
Emnlema dels Geuzen.

Els geuzen (neerlandès: geuzen, pronuncia [ˈɣøzən]) eren a l'origen un grup de nobles de les Disset Províncies que el 1566 es van queixar de la política, de la inquisició i de la manca de llibertat religiosa sota el regne del rei Felip II d'Espanya prop de la governadora Margarida de Parma. Per a tranquil·litzar la governadora neguitosa davant un centenar de nobles, un dels seus consellers d'estat hauria dit en francès: «N'ayez pas peur Madame, ce ne sont que des gueux» (No tinguis por, Madame, són només uns captaires). El mot gueux o captaire va neerlanditzar-se vers geus [ɣøs], plural geuzen. Tot i ésser la versió la més popular, la historicitat de l'anecdota a l'origen de la paraula no està confirmada per tot els historiadors. El que és cert és que més tard el terme va generalitzar-se per a denominar els grups de rebels armats contra el règim espanyol.
Es parla de Watergeuzen (captaires de mar) per a designar els que atacaven l'Armada Espanyola i de Bosgeuzen (captaires del bosc) per als guerrillers a la terra ferma. S'utilitza la paraula de geuzennaam o nom de captaire quan un grup discriminat o una minoritat utilitza el mateix el malnom que els altres li donen com a títol d'honor, com ho van fer els nobles del segle xvi. Així en desactiven el caràcter insultant. En el neerlandès de Bèlgica, també va rebre la significació de no-catòlic.